# Carlos Duarte Costa
Carlos Duarte Costa (21. července 1888, Rio de Janeiro, Brazílie – 26. března 1961, tamtéž) byl brazilský římskokatolický biskup. Usiloval o hluboké církevní reformy, které byly v jeho době odmítnuty. Některé změny, které už tehdy navrhoval, však vstoupily v platnost po Druhém vatikánském koncilu.
Jeho politický aktivismus v kombinaci s názory, které byly v rozporu s učením a legislativou církve, jej ještě před vypuknutím 2. světové války připravil o aktivní pozici v církvi. Jeho postavení dále zhoršila tvrdá kritika jednání katolické církve ve válečném období, takže nakonec byl papežem Piem XII. exkomunikován. Vzápětí poté založil na Římu nezávislou Brazilskou katolickou apoštolskou církev, ke které se v Brazílii hlásí asi půl milionu věřících.

## Život
Carlos Duarte Costa se narodil v domě svého strýce, budoucího biskupa Eduarda Duarte de Silva. Vyrostl ve zbožném katolickém prostředí. První svaté přijímání tak v devíti letech přijal v katedrále ve městě Uberaba právě z rukou svého strýce, který se mezitím již stal biskupem. Téhož roku jej strýc vzal do Říma, aby zde studoval na jezuitské internátní škole. V 17 letech se do Brazílie ze zdravotních důvodů vrátil a vstoupil do augustiniánského semináře v Uberabě, kde svá filozofická a teologická studia dokončil. V místní katedrále, tedy opět u svého strýce, pak zastával funkci jáhna. Dne 4. května 1911 zde byl vysvěcen na kněze.
Vrátil se pak do Říma, kde na univerzitě Gregoriana získal doktorát z teologie. Po návratu do Brazílie pracoval opět u strýce v Uberabě jako sekretář diecéze. Získal tituly monsignore a protonotarius apostolicus a byl jmenován generálním sekretářem arcidiecéze Rio de Janeiro. Tuto funkci zastával až do roku 1923.
Papež Pius XI. 4. července 1924 jmenoval Duarte Costu biskupem diecéze Botucatu. Vysvěcen byl 8. prosince téhož roku za účasti kardinála Sebastiana da Silveira Cintra v katedrále v Riu de Janeiru.

## Pokusy o církevní a společenské reformy
Ve 30. letech se Duarte Costa začal hluboce angažovat ve společenských a politických změnách v Brazílii. Ekonomika země se v roce 1929 v důsledku Velké hospodářské krize zhroutila. Vlády se v roce 1930 na základě vojenského puče zmocnil populistický režim reprezentovaný novým prezidentem Getúlio Vargasem. V roce 1932 se Duarte Costa stal hlavním mluvčím Katolické volební ligy (port. Liga Eleitoral Católica), což byla politická nátlaková skupina zaštítěná katolickou církví. Fungovala v letech 1932 až 1937 a zrodila se jako součást snah o posílení křesťanských principů v Brazílii po období zvýšeného sekularismu a liberalismu následujícího v důsledku první světové války.
Rovněž v roce 1932 se Duarte Costa aktivně účastnil revoluce, která byla marným pokusem o návrat ústavního pořádku. Podporoval konzervativce usilující o znovunastolení ústavy a povstání pomáhal financovat prodejem diecézního i vlastního majetku. Podporou revoluce si vysloužil dlouholeté nepřátelství prezidenta Vargase.
V roce 1936 byla před Duarte Costou druhá návštěva Ad limina, během níž se ve Vatikánu setkal s papežem Piem XI. Téměř 30 let před Druhým vatikánským koncilem předložil papeži seznam v dané době naprosto radikálních požadavků na změny týkající se života kněžích i věřících. Požadoval například:
- sloužení mše svaté a udělování svátostí v národním jazyce
- pro kněze povolení se ženit
- zrušení tradiční zpovědi a její nahrazení zpovědí generální
- přijímání eucharistie podobojí i v případě laiků
- zavedení trvalého jáhenství otevřeného ženatým mužům
- slavení mše versus populi (tj. tváří k lidem)
- vytvoření poradního orgánu, složeného z biskupů, kteří by církev řídili společně s papežem
- účast laiků při bohoslužbě slova, při eucharistii, v evangelizaci

## Vynucená rezignace
Počátkem roku 1937 prezident Vargas nehodlal déle snášet Duarte Costovo veřejné odsuzování vlády, a požádal proto Svatý stolec o jeho odvolání z diecéze Botucatu. Vatikán se zdráhal tak přímo učinit, nakonec byl však Duarte Costa donucen k rezignaci. Papež Pius XI. ji přijal 6. října 1937. Duarte Costa se tak ve své diecézi stal biskupem emeritním, k tomu dostal coby titulární biskup označení po zaniklé africké diecézi Maura.
Duarte Costa měl však ochránce v kardinálu da Silveira Cintra. Ten mu udělil povolení využívat soukromou kapli a také dispens, na jehož základě mohl oddávat, sloužit mše nebo udělovat svátost biřmování ve farnostech, do nichž byl místním knězem pozván.
Duarte Costa se nicméně brzy vrátil k hlasité kritice vlády i brazilského vedení církve, které vnímal jako spoluviníka špatného zacházení s chudými. Otevřeně rovněž kritizoval některé papežské encykliky, včetně Rerum Novarum papeže Lva XIII. nebo Quadragesimo Anno a Divini Redemptoris Pia XI.
Ještě známějším se stal poté, co v roce 1944 napsal oslavnou předmluvu k překladu knihy Sovětská moc anglikánského děkana Hewletta Johnsona, pro podporu Sovětského svazu známého jako „Rudý děkan".
Dokud byl pod ochranou kardinála da Silveira Cintry, politický aktivismus mu procházel. Kardinál však v říjnu 1942 zemřel. Později tak byl Duarte Costa brazilskou vládou obviněn ze sympatií ke komunismu. Dne 6. června 1944 byl zatčen a uvězněn. Ve vězení zůstal až do 6. září téhož roku, kdy byl propuštěn na naléhání amerických a mexických diplomatů.

## Exkomunikace
Brzy po propuštění měl Costa opět potíže. Tentokrát obvinil vatikánský státní sekretariát z toho, že vydal pasy některým vysoce postaveným německým nacistům, a napomohl jim tzv. krysí stezkou k útěku před spravedlností do Jižní Ameriky. V květnu 1945 Duarte Costa v novinovém interview dále obvinil brazilskou papežskou nunciaturu ze špionáže pro nacisty a Řím z toho, že pomáhal Adolfu Hitlerovi. Oznámil navíc plány na založení Brazilské katolické apoštolské církve, v níž se kněží budou moci ženit a zastávat běžná zaměstnání, v níž bude zrušena tradiční zpověď a růženec a kde biskupové budou voleni věřícími.
Odpovědí Vatikánu byla 2. července 1945 exkomunikace.

## Založení nové církve
Brazilskou katolickou apoštolskou církev založil Costa v řádu několika dní. V srpnu 1945 vysvětil prvního biskupa, dalšího o tři roky později. Tito tři biskupové pak zakládali obdobné katolické apoštolské církve v dalších latinskoamerických zemích. Duarte Costa tuto církev a její zahraniční organizace vedl 16 let až do své smrti v roce 1961.
V roce 1970 byl Brazilskou katolickou apoštolskou církví prohlášen za svatého. V roce 1973 tato církev udávala, že se k ní hlásí asi 20 tisíc věřících a patří k ní 34 biskupů a 200 kněží. Dělí se na 58 diecézí. V roce 2000 měla zhruba 0,5 milionu členů.